# Mahindra United World College of India
Das Mahindra United World College of India (MUWCI) ist eines von 17 United World Colleges. Es liegt 40 km westlich von Pune im indischen Bundesstaat Maharashtra. 220 Schüler aus 75 Nationen leben und lernen gemeinsam auf einem zentralen Campus. Abgeschlossen wird die zweijährige Schulzeit mit dem international als Hochschulzugangsberechtigung anerkannten International Baccalaureate. Neben der akademischen Herausforderung und der internationalen Erfahrung wird insbesondere auf das soziale Engagement der Schüler wert gelegt.

## Einführung
Das Mahindra UWC wurde 1997 mit finanzieller Unterstützung der Mahindra & Mahindra Limited als zehntes der United World Colleges gegründet. Das Ziel war es, eine „world-class“ Ausbildung mit den Idealen der interkulturellen und internationalen Verständigung und dem Streben nach einer friedlicheren Welt, die Teil der Bildungsphilosophie aller United World Colleges sind, zu verbinden.
Das 70 ha große Grundstück liegt auf einem Bergrücken am Fluss Mulla ca. 40 km westlich der Distrikthauptstadt Pune.

## Schüler
Das MUWCI bringt Schüler aus über 60 Nationen mit ihrem jeweiligen kulturellen und religiösem Hintergrund und aus unterschiedlichen sozialen Verhältnissen zusammen. Diese werden durch ein weltweites System von ca. 180 nationalen Komitees ausgewählt. Die Kandidaten werden dabei ausschließlich auf der Basis ihrer persönlichen Eignung und Motivation, unabhängig von ihrem finanziellen Background, ausgewählt und erhalten in der Regel Stipendien.

## Internationale und interkulturelle Erziehung
Die Schüler wohnen, lernen und verbringen ihre Freizeit gemeinsam. Das alltägliche Zusammenleben lässt dabei keinen Raum für künstlichen Grenzen, die durch Religion, soziale Herkunft, Geschlecht oder Nationalität entstehen können. Als Teil einer umfassenden Erziehung werden die Schüler ermuntert, konkrete soziale oder auf nachhaltige Entwicklung ausgerichtete Initiativen zu ergreifen. Darüber hinaus unterstützen alle Schüler Aktivitäten in der Nachbarschaft und leisten so einen konkreten Entwicklungsbeitrag.
Das Kollegium umfasst Lehrer aus Argentinien, Australien, Deutschland, Ecuador, Frankreich, Großbritannien, Indien, Italien, Japan, Kamerun, Kanada, Kolumbien, Malaysia, Mexiko, Neuseeland, den Niederlanden, Österreich, Schweden, Südafrika und den USA, die mit auf dem Campus leben. Das Lehrer-Schüler-Verhältnis beträgt 1:9.

## Campus und Einrichtungen
Der Campus besteht aus Unterrichtsräumen inklusive Bibliothek, Computerraum, modernen Laboratorien und Werkstätten, den öffentlichen Gebäuden sowie Unterbringungsmöglichkeiten für Lehrer und Schüler. Diese vier sogenannten „Wadas“ haben jeweils ihre eigene Charakteristik. Als Sporteinrichtungen sind ein Schwimmbad, Tennisplätze, Basketball-, Volleyball-, Football- und Cricketplätze sowie eine kleine Turnhalle vorhanden. Die gelungene Mischung aus moderner Architektur und heimischen Materialien des Architekten Christopher Charles Benninger wurde mehrfach ausgezeichnet, so z. B. 2000 mit dem American Institute of Architects/Business Week/Architectural Record Award for excellence oder 2001 mit dem Aga Khan Award for Architecture.

## Soziales Engagement
Alle Schüler engagieren sich neben ihren regelmäßigen künstlerischen und sportlichen Aktivitäten in sozialen Diensten in der Umgebung und gemeinnützigen Arbeiten im College. Das „community service“-Programm beinhaltet z. B. Hilfe in Waisen- und Behindertenheimen, die Unterstützung von Senioren in Pune und anderen benachbarten Dörfern, Literatur- und Englischunterricht für Kinder und Erwachsene sowie der Bau von Schulen in der Umgebung.
Alle Schüler belegen einen Einführungskurs in Hindi, um für die Aktivitäten im Umfeld vorbereitet zu sein.